# Hollersbach im Pinzgau
Hollersbach im Pinzgau är en ort och kommun i Österrike. Den ligger i distriktet Zell am See i förbundslandet Salzburg, 310 km väster om huvudstaden Wien. 
Kommunen består av sju orter (Ortschaften) (inom parentes invånarantal 1 januari 2024):
- Arndorf (0)
- Grubing (183)
- Hollersbach im Pinzgau (480)
- Jochberg (119)
- Lämmerbichl (42)
- Reitlehen (421)
- Rettenbach (8)